# Agustí de Miró i de Burguès
Agustí de Miró i de Burguès (Reus, 23 d'abril de 1798 – Reus, 14 d'octubre de 1849) va ser un militar català, fill d'Agustí de Miró i de Folch i germà de Josep de Miró i de Burguès.
De la família dels Miró ennoblida per Felip V, va néixer al Palau Miró, casal de la família. Va escollir la carrera militar, com un altre germà seu, Emili de Miró i de Burguès, i va ingressar a l'Acadèmia Militar el 1813 i l'any següent va entrar com a guàrdia de corps a la Guàrdia Reial. El 1822 va ser nomenat tinent de les milícies, i comandava el batalló que el 30 de juny de 1822 s'enfrontà amb la guàrdia Reial que en aquell moment, i propiciat per Ferran VII, intentà un cop de mà. Era d'ideologia liberal, i quan va caure el govern del Trienni, va haver d'emigrar amb la carrera suspesa, fins al maig de 1833. Va tornar a l'exèrcit, i era membre del batalló de Seguretat Pública a Reus, nomenat per l'alcalde Josep Maria Montemayor, amb el grau de capità, fins al desembre de 1834. El 1834 lluità a l'acció de Maials contra el capitost Carnicer. El 1835 va prendre part en diverses accions contra els carlins. El 1836 era tinent d'infanteria i aquell any i el 1837 va portar a terme accions a Olot, Vic i per tot el Camp de Tarragona. Fins al 1838 formà part dels batallons francs de Catalunya. Aquell any, perseguí partides carlines a Pontevedra i Ourense. El 1839 va ser ingressat a l'hospital d'Ourense per "cuidar sus dolencias". El 1840 va ascendir a capità, i es pronuncià amb els seus companys a favor de la constitució de 1837, i va formar part de la Junta de Govern d'aquella província. El 1843 era comandant i va ser destinat a Valladolid. Pel maig de 1846 va passar a Lleida, i a Zamora, des d'on va demanar la llicència per tenir la salut deteriorada. Va ser llicenciat el 1848. Estava en possessió de la creu i placa de l'Orde de Sant Hermenegild.